# Alois Hudec
Alois Hudec (Račice-Pístovice, 12 juli 1908 - Praag, 23 januari 1997) was een Tsjecho-Slowaaks turner.
Hudec won tijdens de Olympische Zomerspelen 1936 in Berlijn de gouden medaille aan de ringen. In de landenwedstrijd, meerkamp en aan de brug eindigde Hudec met een vierde plaats net buiten het podium.

## Resultaten

### Olympische Zomerspelen
| Jaar | Plaats  | Resultaten                                                                                |
| ---- | ------- | ----------------------------------------------------------------------------------------- |
| 1936 | Berlijn | aan de ringen 4e in de landenwedstrijd 4e in de meerkamp 4e aan de brug 10 aan de rekstok |

1896: Ioannis Mitropoulos ·
1904: Herman Glass ·
1924: Francesco Martino ·
1928: Leon Štukelj ·
1932: George Gulack ·
1936: Alois Hudec ·
1948: Karl Frei ·
1952: Grant Sjaginjan ·
1956: Albert Azarjan ·
1960: Albert Azarjan ·
1964: Takuji Hayata ·
1968: Akinori Nakayama ·
1972: Akinori Nakayama ·
1976: Nikolaj Andrianov ·
1980: Aleksandr Ditjatin ·
1984: Koji Gushiken, Li Ning ·
1988: Holger Behrendt, Dmitri Bilozertsjev ·
1992: Vitali Tsjerbo ·
1996: Jury Chechi ·
2000: Szilveszter Csollány ·
2004: Dimosthenis Tampakos ·
2008: Chen Yibing · 
2012: Arthur Zanetti · 
2016: Eleftherios Petrounias · 
2020: Liu Yang · 
2024: Liu Yang
- Gemeinsame Normdatei: 1150169729
- International Standard Name Identifier: 0000 0000 5640 8313
- Library of Congress Control Number: n2017062275
- Nationale Bibliotheek van Tsjechië: jo20000074535
- Virtual International Authority File: 84112364
- WorldCat: E39PBJtxfxPw9FbRCTKvDJH6Kd